# 阿埃羅夫洛茨基

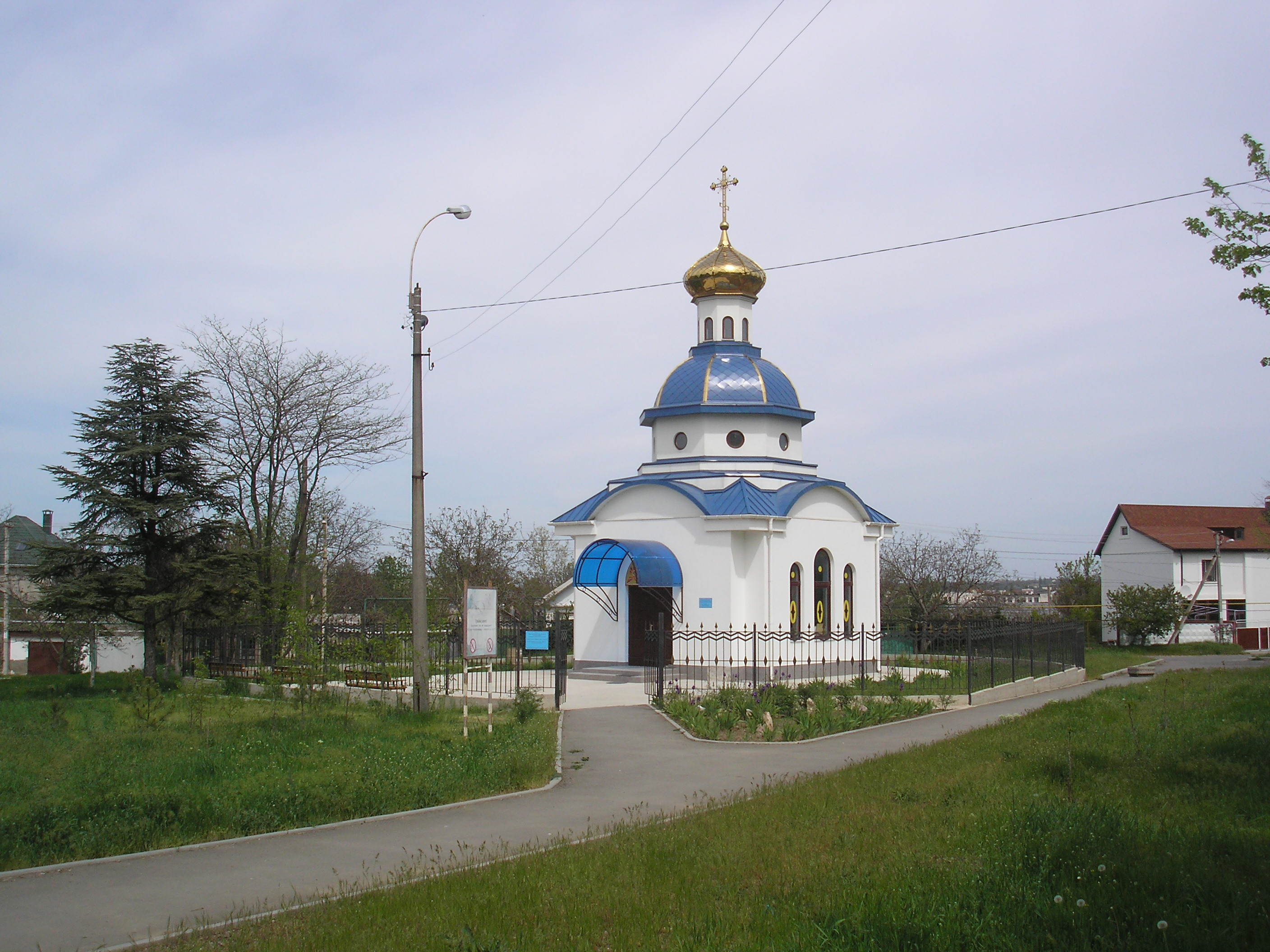
教堂

阿埃羅夫洛茨基（羅馬化：Aeroflots'kyy），是法理上乌克兰克里米亚自治共和国中部辛菲罗波尔区的市级镇，但事实上是俄罗斯克里米亞共和國辛菲罗波尔市议会下辖的市级镇。距離辛菲羅波爾8公里。面積1平方公里，2014年人口2,359，人口密度每平方公里2,359人。